# آویاکسا
آویاکسا (انگلیسی: Aviacsa) شرکت هواپیمایی مکزیکی است، که در سال ۱۹۹۰ تأسیس شد‌.